# Théodore Botrel
Pour les articles homonymes, voir Botrel.
Œuvres principales
- La Paimpolaise
- Le Mouchoir rouge de Cholet
- Le Grand Lustukru
- Ma p'tite Mimi
- Kénavo

Jean-Baptiste-Théodore-Marie Botrel, né le 14 septembre 1868 à Dinan et mort le 26 juillet 1925 à Pont-Aven, est un auteur-compositeur-interprète français.
Il est l'auteur de La Paimpolaise.

## Biographie

### Un breton gallo

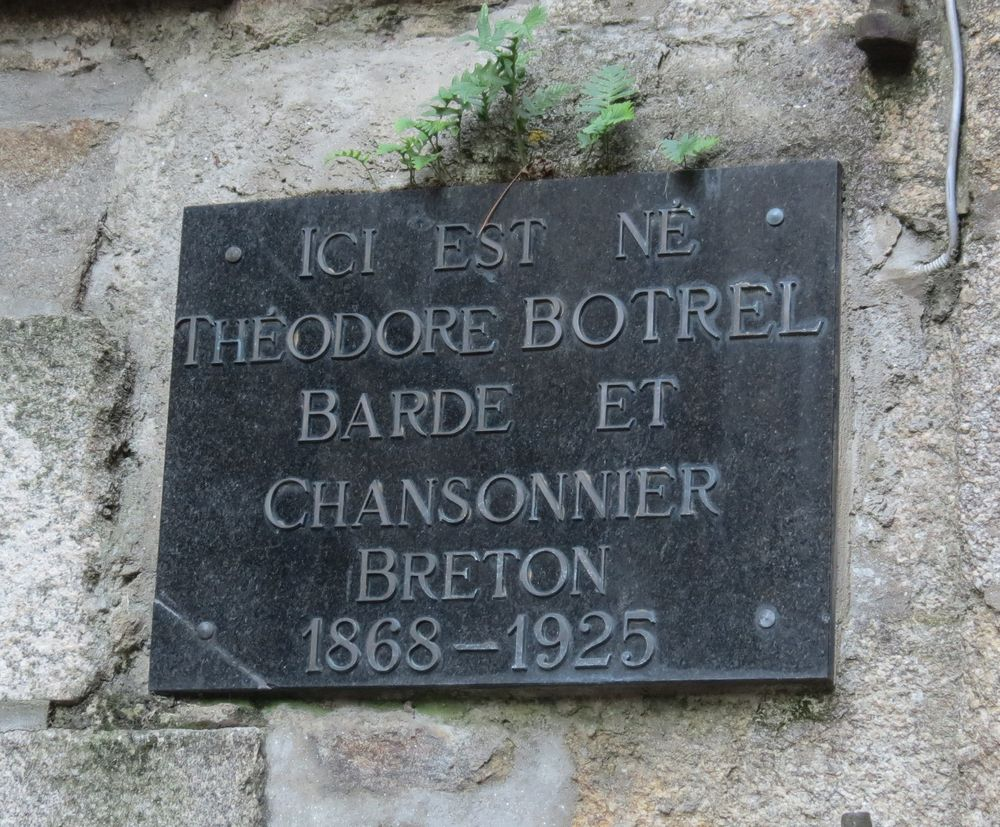
Plaque commémorative sur la maison du 10, rue de la Mittrie à Dinan.

Né à Dinan, d'un père breton originaire de Broons, et d’une mère alsacienne, il vécut à Saint-Méen-le-Grand au Parson, chez sa grand-mère paternelle Fanchon, jusqu'à l'âge de sept ans, puis rejoignit Paris, où ses parents étaient partis quelque temps auparavant pour tenter d'y faire fortune.
Originaire de Haute-Bretagne (la partie de la Bretagne où l'on parle le gallo, une langue romane), il n'apprit le breton (parlé en Basse-Bretagne) que sur le tard, et la quasi-totalité de son œuvre est en français.

### Mariages
Théodore Botrel s'est marié deux fois :
- le 19 mai 1891 à Paris avec Hélène Lutgen dite « Léna » (née à Beaufort au Luxembourg le 18 janvier 1861 et morte à Pont-Aven le 11 juillet 1916) ;
- avec sa deuxième épouse, Maïlise, il a deux filles dont l'ainée, Léna, épouse l'écrivain Émile Danoën, et la cadette, Janick, est la mère du chanteur Renaud Detressan. Ce dernier a d'ailleurs repris certaines chansons de son grand-père dans l'enregistrement Airs de famille, paru en 2009.

### Des débuts difficiles
Vers l'âge de 16 ans, il fait partie d'une troupe de théâtre amateur où il fait jouer sa première pièce Le Poignard. Il commence également à écrire quelques chansons et sort sa première imprimée Le Petit Biniou à dix-huit ans. Elle n'eut aucun succès, un autre Biniou étant déjà sorti quelques années auparavant. Parallèlement, il tente plusieurs métiers, dont apprenti serrurier et avoué.
Il s'engage alors pour cinq ans dans l'armée et à son retour travaille comme employé de bureau à la Compagnie des chemins de fer de Paris à Lyon et à la Méditerranée (PLM). Il joue en parallèle dans une petite troupe de théâtre, auprès, entre autres, de celui qui allait devenir le chanteur-fantaisiste Dranem et continue d'écrire quelques chansons, qui n'obtiennent que peu de succès.

### L'affaire Dreyfus et la Ligue de la patrie française
À l'époque de l'Affaire Dreyfus, comme les peintres Edgar Degas et Auguste Renoir, les écrivains Pierre Louÿs et Frédéric Mistral, etc., Botrel appartint à la Ligue de la patrie française, ligue antidreyfusarde modérée,.

### Le succès

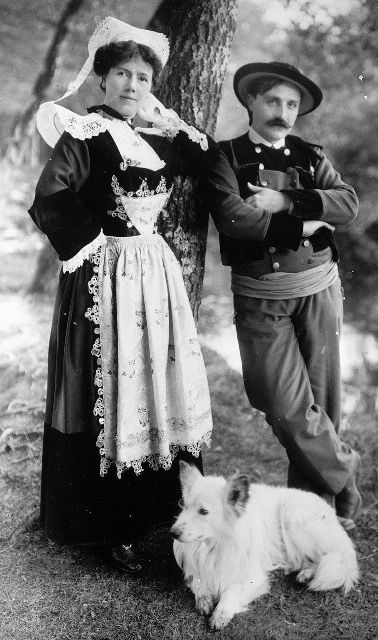
Botrel et sa femme Léna

#### La Paimpolaise
Mais un soir, dans un célèbre café-concert de Montmartre, Le Chat noir, il remplace un chanteur absent et chante quelques-unes de ses œuvres dont La Paimpolaise créée en 1895 au Concert parisien dont la musique sera finalement signée par son ami pianiste Eugène Feautrier (1849-1898). Botrel s'est inspiré de l'ouvrage de Pierre Loti Pêcheur d'Islande pour le thème de sa chanson. Ce sera la gloire. Celle-ci reste au répertoire de Félix Mayol jusqu'à sa mort en 1941. On remarquera qu'il y chante « J'aime Paimpol et sa falaise », alors qu'à Paimpol même il n'y a pas de falaise. En réalité, Botrel ne connaissait pas Paimpol lorsqu'il créa la chanson et n'y viendra qu'une seule fois en 1897 pour le pardon des Islandais.

#### Le Mouchoir rouge de Cholet

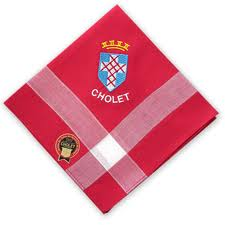
Le mouchoir rouge de Cholet.

En créant sa chanson Le Mouchoir rouge de Cholet et en la chantant dans cette ville en 1900, Botrel inspira un patron-tisseur, Léon Maret, à créer ce mouchoir qui est devenu le symbole de la cité. Lors de la fermeture en 2004 du dernier tissage de Cholet, la municipalité a racheté un métier à tisser pour fabriquer le mouchoir rouge dans l'enceinte du Musée du textile.

#### Le petit Grégoire[8]
Titre issu des chansons de la Fleur de lys qui rendent un hommage aux Vendéens de la Vendée militaire et aux Chouans mainiots, normands et bretons.

#### Ma p'tite Mimi
On retiendra ses chansons patriotiques du temps de la Grande Guerre, dont la célèbre Ma p'tite Mimi, plus tard reprise par Pierre Desproges.
En mai 1915, Théodore Botrel écrivit le poème La Vierge du clocher d'Albert, en hommage aux Bretons du 11e corps d'armée tombés au combat devant cette ville picarde.

### Lieux de villégiature

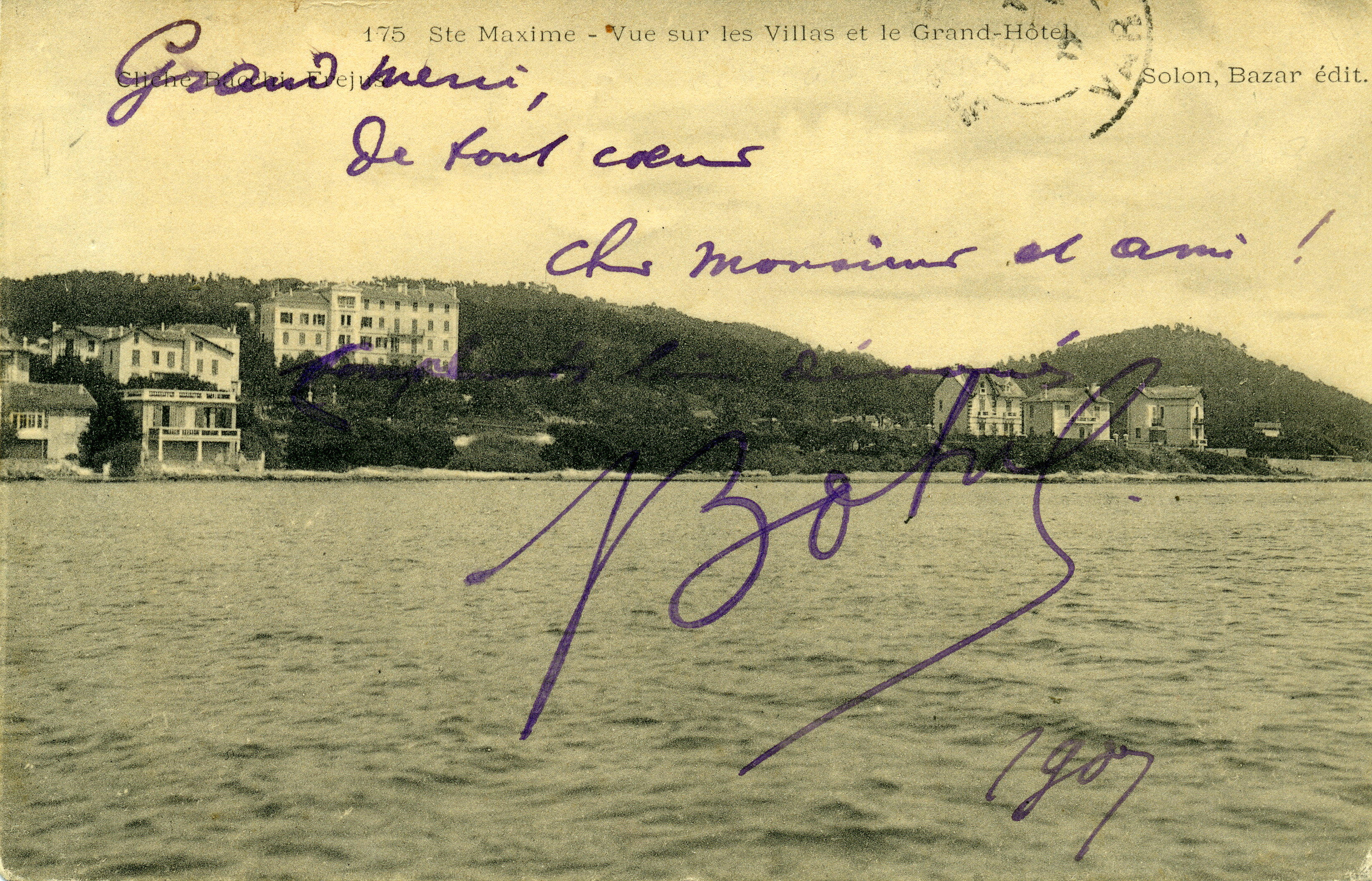
Carte postale de Sainte-Maxime avec mentions manuscrites de Théodore Botrel. 1907.

Il fut un hôte assidu de Sainte-Maxime (Var) durant plusieurs hivers.
Il composa un poème À Sainte-Maxime en souvenir de la fête du 8 mars 1903 et dont voici quelques extraits :
Quand sous le froid climat du Nord,

J'eus manqué de la lâche Mort,

Autrefois être la victime, 

Suivant d'un ami le conseil,

Je vins renaître à ton soleil,

Sainte-Maxime !

Et, depuis, je suis revenu,

Dans ce paradis peu connu,

Du boulevardier richissime,

Qui - sous prétexte de bon ton -

Dédaigne, pour Nice ou Menton, 

Sainte-Maxime !
Le 28/03/1903, il s'embarque pour New York avec sa femme Hélène à bord du vaisseau La Bretagne, en partance du Havre.

### Théodore Botrel à Pont-Aven
Théodore Botrel s'installa à Pont-Aven (Finistère) à partir de 1905, séjournant de 1907 à 1909 dans la villa Castel-Brizeux qui surplombe la rive gauche de l'Aven avant de construire sa propre maison, dénommé  Ker-Botrel. Il fut à l'origine de la création en 1905 de la première fête folklorique bretonne, le Pardon des fleurs d'ajonc. Il a vécu à Pont-Aven jusqu'à son décès en 1925 et est enterré au cimetière communal.

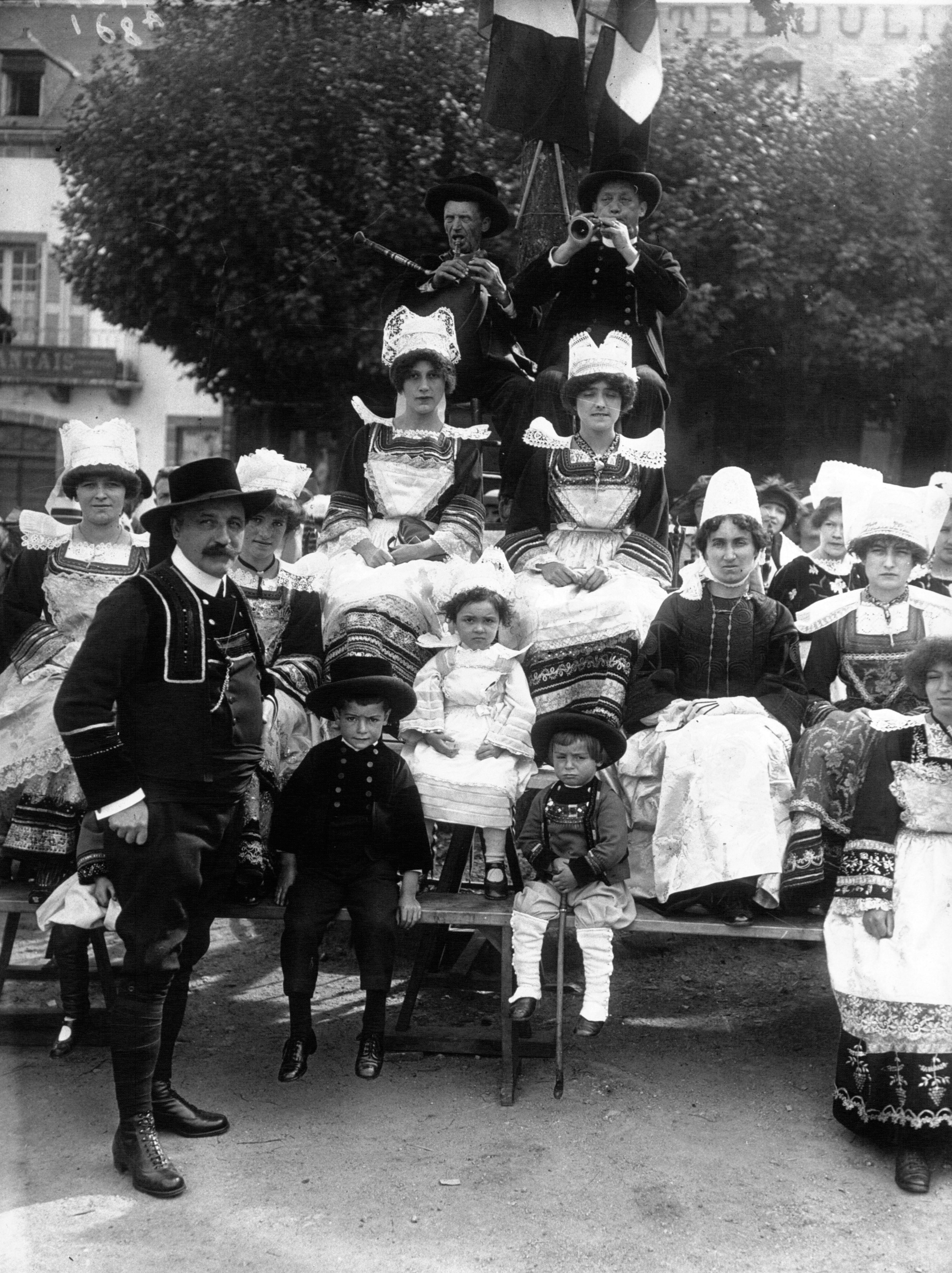
Les Fêtes Bretonnes de Pont-Aven : les joueurs de biniou, les deux Reines des Ajoncs et Théodore Botrel (photographie datant de 1922)
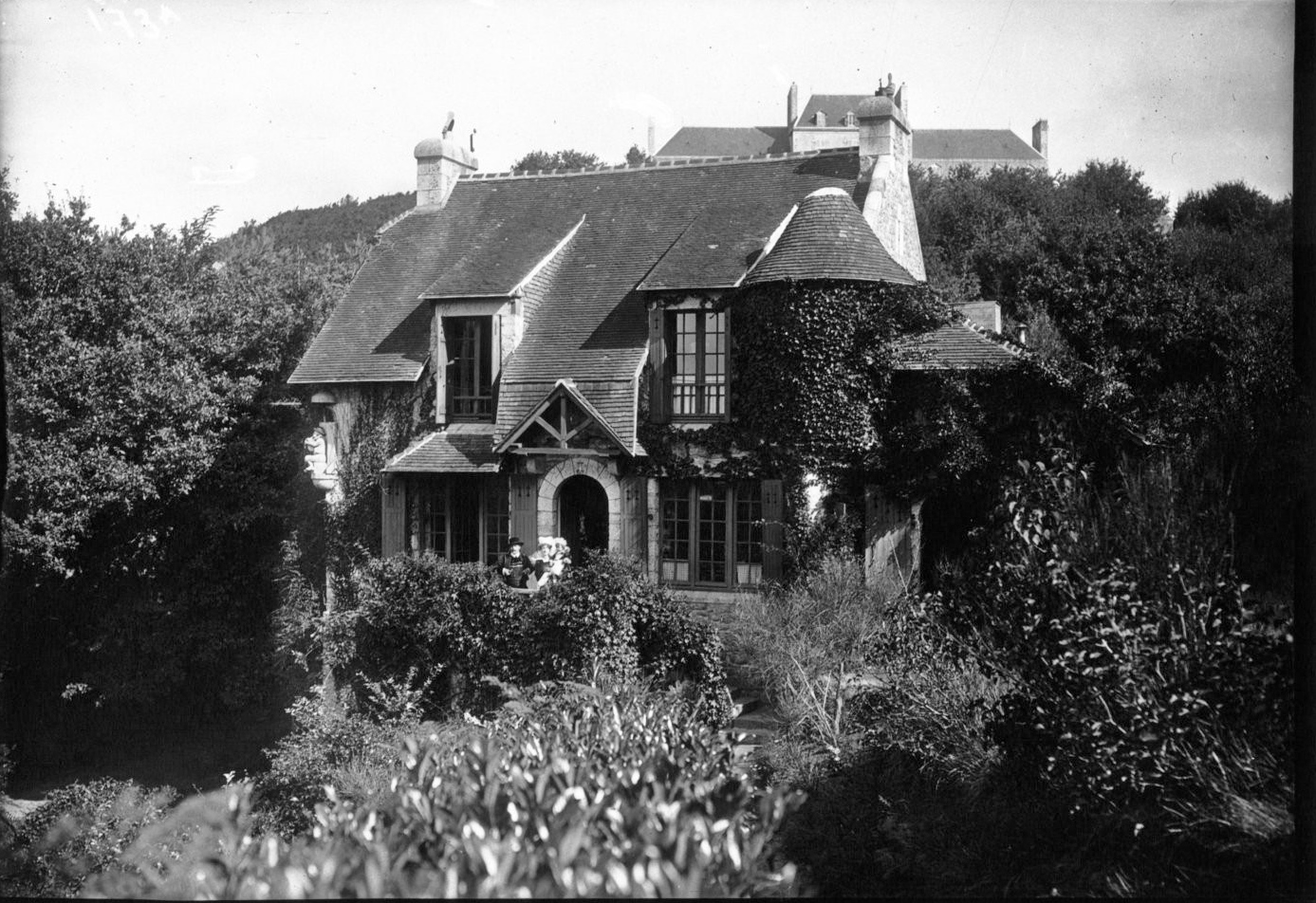
La maison de Théodore Botrel (Ker Botrel) à Pont-Aven en 1922
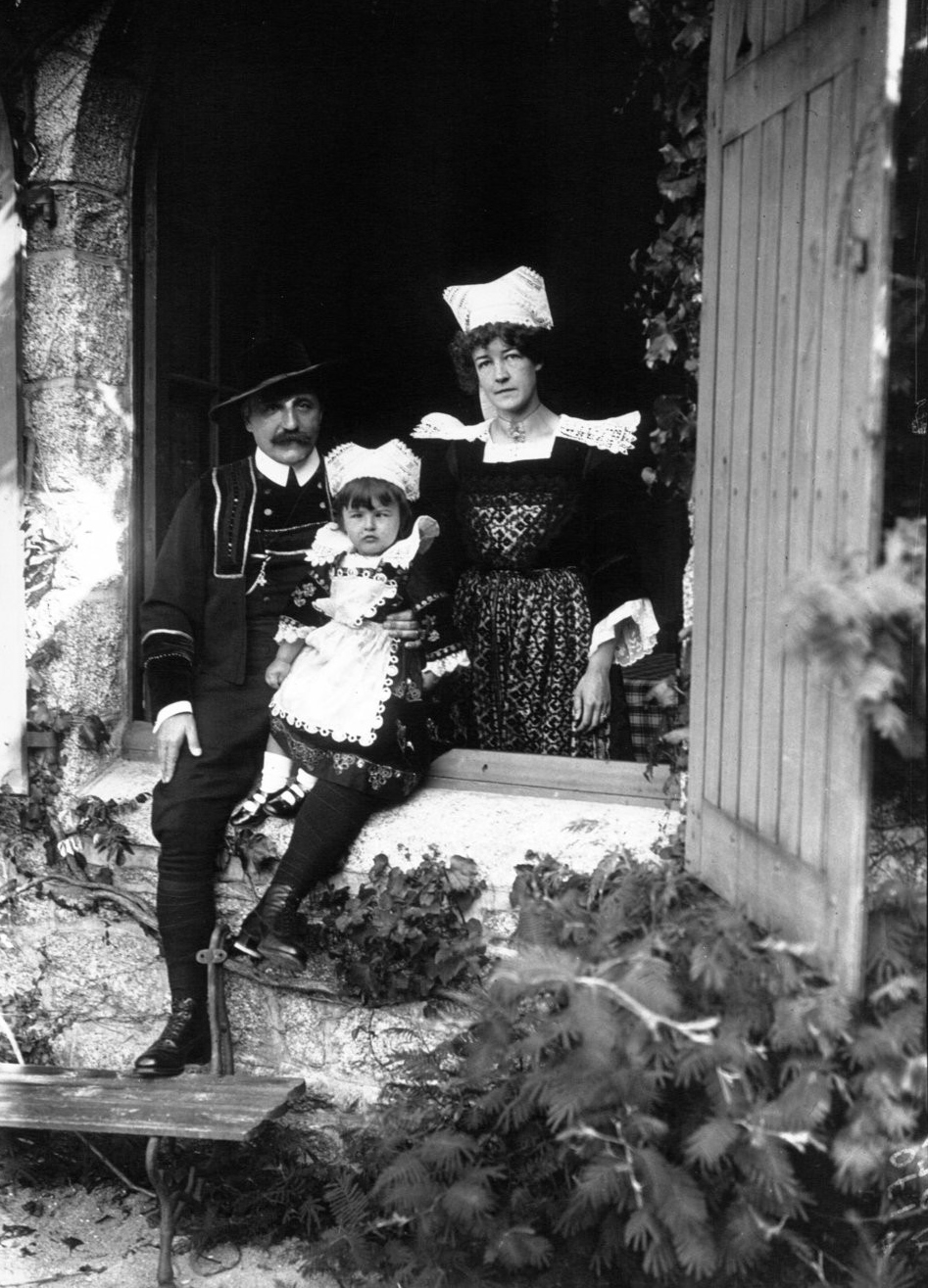
Théodore Botrel en famille à Pont-Aven en 1922
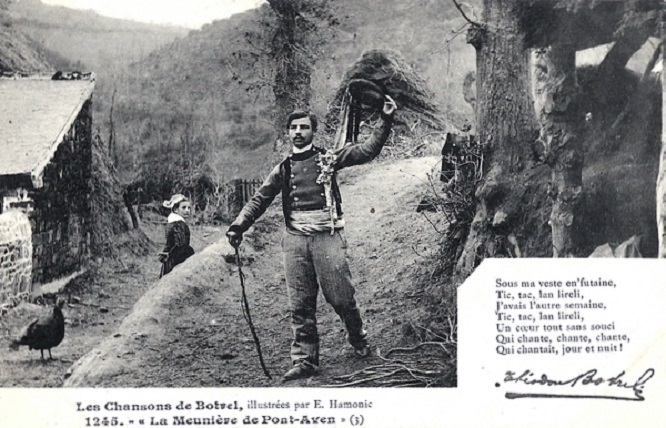
Carte postale illustrant la chanson de Théodore Botrel : La Meunière de Pont-Aven

## Principales chansons
| La Paimpolaise, La Paimpolaise chantée par Félix Mayol Quittant ses genêts et sa lande Quand le Breton se fait marin Pour aller aux pêches d'Islande Voici quel est le doux refrain Que le pauvre gars Fredonne tout bas : « J'aime Paimpol et sa falaise Son église et son Grand Pardon J'aime surtout la Paimpolaise Qui m'attend au pays Breton » Quand les marins quittent nos rives Le curé leur dit : « Mes bons fieux, Priez souvent Monsieur Saint-Yves Qui nous voit des cieux toujours bleus » Et le pauvre gars Fredonne tout bas : « Le ciel est moins bleu, n'en déplaise A Saint-Yvon, notre patron Que les yeux de la Paimpolaise Qui m'attend au pays Breton » Guidé par la petite étoile Le vieux patron d'un air très fin Dit souvent que sa blanche voile Semble l'aile du Séraphin Et le pauvre gars Fredonne tout bas : « Ta voilure, mon vieux Jean Blaise Est moins blanche au mât d'artimon Que la coiffe à la Paimpolaise Qui m'attend au pays Breton » Le brave Islandais sans murmure, Jette la ligne et le harpon, Puis dans un relent de saumure, Il se couche dans l'entrepont... Et le pauvre gars Fredonne tout bas : « Je serions bien mieux à mon aise, Devant un joli feu d'ajonc, À côté de la Paimpolaise, Qui m'attend au pays Breton » Mais souvent l'Océan qu'il dompte Se réveille, lâche et cruel, Et lorsque le soir, on se compte, Bien des noms manquent à l'appel... Et le pauvre gars Fredonne tout bas : « Pour combattre la flotte anglaise, Comme il faut plus d'un moussaillon, J'en caus'rons à ma Paimpolaise, En rentrant au pays Breton. » Puis quand la vague le désigne, L'appelant de sa grosse voix, Le brave Islandais se résigne, En faisant un signe de croix... Et le pauvre gars Quand vient le trépas, Serrant la médaille qu'il baise, Glisse dans l'Océan sans fond En songeant à la Paimpolaise Qui l'attend au pays Breton. Le Petit Goret (extrait) J'ons déjà bercé son père Et sa mère entre mes bras Mes parents m'ont dit : « Espère! Nous te donnerons leur gas. » Il s'amuse sans tapage Notre cher enfantelet Songe qu'il a le même âge, Mon joli Petit Goret Refrain Prends ta gourde pour boire ! Prends ta vierge d'ivoire Nos Messieurs sont partis Pour chasser la perdrix ! Le Petit Grégoire Sur le thème de la Chouannerie. - 1 - La maman du petit homme Lui dit un matin: À seize ans t'es haut tout comme Notre huche à pain À la ville tu peux faire Un bon apprenti Mais pour labourer la terre T'es ben trop petit, mon ami, T'es ben trop petit, dame, oui. - 2 - Vit un maître d'équipage Qui lui rit au nez En lui disant: point n'engage Les tout nouveau-nés Tu n'as pas laide frimousse Mais t'es mal bâti Pour faire un tout petit mousse T'es 'core trop petit, mon ami, T'es 'core trop petit, dame, oui. - 3 - En son palais de Versailles Fut trouver le Roi: Je suis gars de Cornouailles Sire, équipez-moi, Mais le brave Roi Louis Seize En riant, lui dit: "Pour être garde française T'es ben trop petit, mon ami, T'es ben trop petit, dame, oui. - 4 - La guerre éclate en Bretagne Au printemps suivant Et Grégoire entre en campagne Avec Jean Chouan Les balles passaient, nombreuses, Au-dessus de lui En sifflottant, dédaigneuses, Il est trop petit, ce joli, Il est trop petit, dame, oui. - 5 - Cependant une le frappe Entre les deux yeux Par le trou l'âme s'échappe Grégoire est aux cieux Là, saint Pierre qu'il dérange Lui dit: hors d'ici Il nous faut un grand archange T'es ben trop petit, mon ami, T'es ben trop petit, dame, oui. - 6 - Mais en apprenant la chose Jésus se fâcha Entrouvrit son manteau rose Pour qu'il s'y cachât Fit entrer ainsi Grégoire Dans son paradis En disant: mon ciel de gloire... En vérité, je vous le dis Est pour les petits, dame, oui. Le Mouchoir rouge de Cholet Sur le thème de la Chouannerie. J'avais acheté pour ta fête, Trois petits mouchoirs de Cholet, Rouges comme la cerisette, Tous les trois, Ma mie Annette, Ah qu'ils étaient donc joliets, Les petits mouchoirs de Cholet. Les a vus monsieur de Charette, Les voulut, je les lui donnai... La Chanson du patour L'amour impossible d'un berger pour une belle dame de la ville. Fleur de blé noir Refrain Non, nulle bretonne n'est plus mignonne à voir Que la belle que l'on appelle Fleur de blé noir Non, nulle bretonne n'est plus mignonne à voir Que ma fleur de blé noir La Cruelle Berceuse Une femme berce son dernier-né, qui lui sera enlevé par la mer cruelle, comme avant lui son père et son frère aîné. Berce, disait la mer perverse Berce-le bien dans tes deux bras Berce, berce, berce ton gâs Berce, berce, berce ton gâs Le Vœu à saint Yves Une veuve fait comme ex-voto un navire, avec comme matériaux un de ses sabots, son tablier de mariage... pour demander à Saint Yves de lui ramener son fils. La Ronde des châtaignes Une fête dansante, « en mangeant des châtaignes avec du cidre doux ». Le Couteau Pardon Monsieur le métayer, Si de nuit vous dérange, Mais j'aimerais bien sommeiller, Au fond de votre grange. Mon bon ami la grange est pleine, Du blé de la moisson, Donne toi donc plutôt la peine, D'entrer dans la maison. Kenavo ! Refrain Kénavo ! Kénavo ! Puisque mon grand bateau Doit m (t)'emporter bientôt Kénavo ! Kénavo ! Dans un grand sanglot Quittons nous sur ce mot Kénavo | Lilas Blanc Le Grand Lustukru Chanson pour enfants, sur le thème du Croquemitaine (et non du père Lustucru). C'est le grand Lustrukru qui passe Qui repasse et s'en ira Emportant dans sa besace Tous les petits gars Qui ne dorment pas Lon lon la, lon lon la Lon lon la lire la lon la Par le petit doigt Par le petit doigt Par le petit doigt, lonla, lonlère, Par le petit doigt, lonla, Par le petit doigt, lonla. Le Tricot de laine Une autre chanson sur la souffrance de la femme de marin. Malgré le grand vent Qui gronde sans trève, Léna Le Morvan S'en vient à la grève. S'en vient en chantant Une cantilène Tout en tricotant Un beau gilet de laine Au Parson Chanson poignante, sur le retour au pays le lendemain du décès de sa « Grand Maman Fanchon ». Goélands, goélettes Oiseaux et bateaux dans le bassin de Paimpol. La Fanchette L'infidélité d'une femme de marin attirée par les lumières de Paris. Jésus chez les bretons Si Jésus revenait au monde, Le doux sauveur à barbe blonde, Le charpentier aux grands yeux doux, Jésus devrait venir au monde, Chez nous. You, you, you, Sonnez les binous, Car Jésus peut-être va renaître, You, you, you, Sonnez les binous, Car Jésus peut-être va revenir chez nous. Monsieur de Kergariou Le noble breton, pauvre mais fier et courageux. Le Diable en bouteille Chanson anti-alcoolique, et humoristique : tous les animaux passent sans boire. Oh la la, qué qu'c'est qu'ça Jamais je n'boirais d'ça » Seul l'homme succombe L'« Oh la la, qué qu'c'est qu'ça J'ai l'Diabl' dans l'estomac Marie ta fille De la difficulté de marier une fille dans la Bretagne de l'époque. Youp youp youp larirette ô gué ! Marie ton gâs quand tu voudras, Ta fille... quand tu pourras ! Ma p'tite Mimi Sur l'air de La Petite Tonkinoise Quand ell' chante à sa manière Taratata, taratata, taratatère Ah que son refrain m'enchante C'est comme un z-oiseau qui chante Je l'appell' la Glorieuse Ma p'tit' Mimi, ma p'tit' Mimi, ma mitrailleuse Rosalie me fait les doux yeux Mais c'est ell' que j'aim' le mieux... Les petits gardiens du feu Aux petits héros de Kerdonis et à leur maman Dans sa tour, entre le ciel bleu Et la vague perfide, Qu'a-t-il donc le gardien du feu Que le voici livide ? Ma Doué ! Que le voici livide ! Quand le gardien fut descendu Tomba devant sa femme : « Hélas à nous ! je suis perdu : Je me sens manquer l'âme, Ma Doué ! Je me sens manquer l'âme ! » Au bout de l'Ile, au bord des flots Hurlant toujours, féroces, L'homme agonise en son lit-clos Entre ses quatre gosses, Ma Doué ! Entre ses quatre gosses ! Quand vint le soir, l'Ankou le prit Malgré sa rude trempe ... « Mamik, Mamik, voici la nuit : Faut allumer la lampe, Ma Doué ! Faut allumer la lampe ! » La Veuve ayant fermé deux yeux Dans la chambre funèbre S'en fut ouvrir l'œil prodigieux Qui perce la Ténèbre, Ma Doué ! Qui perce la Ténèbre ! Quand la maman revint en bas, Se remit en prière : « Mamik ! le feu ne tourne pas Tout comme à l'ordinaire, Ma Doué ! Tout comme à l'ordinaire ! » Las ! ce matin le père a dû Démonter le rouage, Puis il est mort sans avoir pu Faire le remontage Ma Doué ! Faire le remontage ! Sous le Vent qui vient à fraichir Voici la Mer qui saute Et les bateaux vont s'en venir Se jeter à la côte Ma Doué ! Se jeter à la côte ! « Montez là-haut mes petits gâs, Sous les « couleurs » en berne Et prêtez-moi vos petits bras Pour tourner la lanterne, Ma Doué ! Pour tourner la lanterne ! » Et les petiots, toute la nuit Ont viré la lumière : « Tournons, pieds-nus, virons sans bruit : Laissons dormir le père, Ma Doué ! Laissons dormir le père ! » Puis lorsque l'aube, au loin pâlit, Quand les grands vents calmirent. Autour du père enseveli Les enfants s'endormirent Ma Doué ! Les enfants s'endormirent ! Tous les bateaux étaient au port : Pas un dessus les roches ! Et l'on vit sourire le mort Comme fier de ses mioches Ma Doué ! Comme fier de ses mioches ! Petits Bretons, jamais « chez nous » Nous n'aurons rien à craindre : Le Feu sacré gardé par vous Qui n'a pas pu s'éteindre Ma Doué ! N'est pas près de s'éteindre ! |

## Œuvres

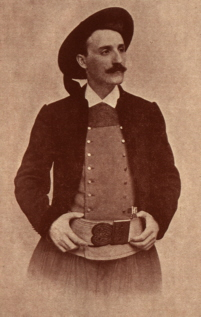
Théodore Botrel

Georges Ondet était l'éditeur-propriétaire des œuvres de Botrel.
- La Bonne Chanson, revue musicale publiée mensuellement de novembre 1907 à août 1914, puis la guerre ne permet que la publication d'un exemplaire par an.La revue reprend en janvier 1925 pour s'arrêter définitivement en octobre 1925, elle perd son directeur en juillet et son éditeur Ondet en décembre 1925
- Chansons de chez nous (Chansons Bretonnes), préface d'Anatole Le Braz, couverture, aquarelles hors texte et dessins de E.-H. Vincent, éd. Georges Ondet, Paris, 1898 (première édition), éd. Georges Ondet, Paris, 1923. Édition définitive, revue et corrigée, éd. Georges Ondet, Paris, 1926. Réédition 2007, éd. des Régionalismes (PyréMonde)., réédition 1981 présentée par François Méerieux des Editions Slatkine Genève
- Chansons de « La Fleur-de-Lys », Préface de Georges d'Esparbès, couverture-aquarelle et quinze lithographies hors texte, sur velin de E. Hervé Vincent, éd. Georges Ondet, Paris, 1899.
- Contes du Lit-Clos - Récits et Légendes Bretonnes en vers suivis de Chansons à dire, éd. Georges Ondet, Paris, 1900.
- Les Chansons des Petits Bretons (3 vol.), Fortin, Paris, 1901.
- Notre-Dame-Guesclin, poème dramatique en 3 parties, Paris, G. Ondet, Bricou et Lesot, 1906, prix Capuran de l’Académie française en 1908.
- Les Chansons de Jean-qui-chante, romances à chanter et poésies à dire illustrées de 45 compositions de Jean Balluriau, musique de André Colomb, P. Rueff, et Gallet, 1907.
- Chansons en sabots, éd. Georges Ondet, Paris, 1911.
- Chansons des Clochers-à-jour suivies de Chansons en marge (suite des Chansons de chez nous et des Chansons en sabots), éd. Georges Ondet, Paris, 1912 - 1926.
- Coups de clairon, éd. Georges Ondet, Paris, 1912.
- Les Alouettes - Poésies 1903-1912, éd Bloud et Gay, 1912. Nouvelle édition augmentée des Chansons de l'Alouette (prix Archon-Despérouses 1913[20]).
- Les Chants du bivouac. 1er août - 31 décembre 1914. Refrains de guerre. Librairie Payot, Paris, 1915.
- Une heure de musique avec Théodore Botrel, éditions cosmopolites, Paris, 1930.

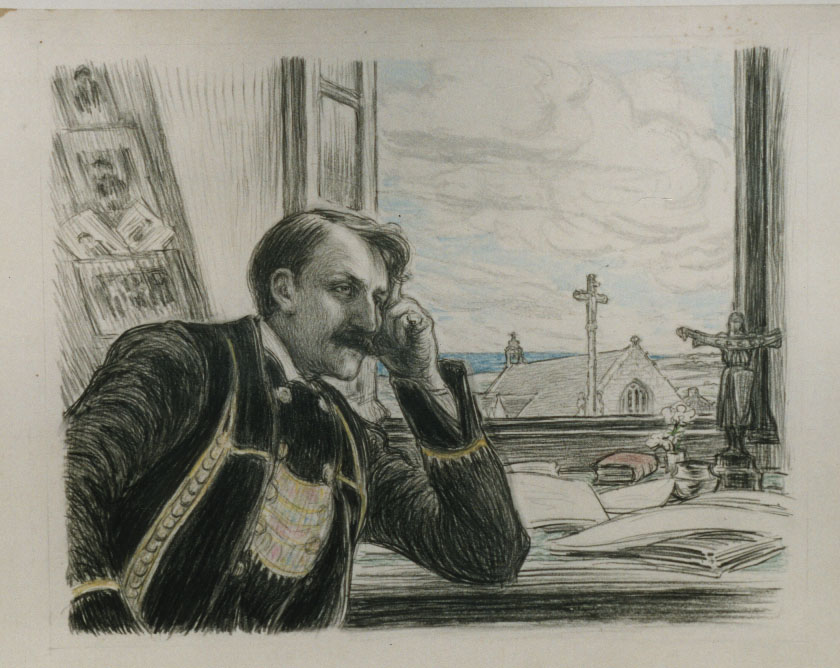
Théodore Botrel à son bureau, en costume breton, dessin de Malo-Renault

- Théodore Botrel  à son bureau, en costume breton, dessin de Malo-Renault Chansons sur la Bombarde mises en musique et précédées d'un « hommage au barde » par P. Danjou, Lyre chansonnière, 1932.
- La Paimpolaise, épilogue du roman de Pierre Loti Pêcheur d'Islande, en un acte et en vers. Paris, SPES, 1932.
- Le Mystère de Kéravel. Drame en 3 actes. I. Le Diamant noir. - II. L'Étranger III. La Voix du mort. Niort, Boulord.
- Les Mémoires d'un barde Breton, P. Lethielleux, 1933.
- Souvenirs d'un barde errant, éditions Brittia, 1946. Réédition 2012, éd. des Régionalismes (PyréMonde).
- Le Poignard, éditions André Lesot, 1939.

## Reprises notables
- Kenavo, interprété par Jean-Pierre Marielle dans Les Galettes de Pont-Aven, film de Joël Séria (1975).
- La chanson Le Couteau a été reprise par le groupe Mes souliers sont rouges dans leur album Une heure déjà (2005).
- Renaud Detressan a repris et arrangé onze chansons de son grand-père dans l'album Airs de famille (2009).
- Alain Souchon chante Le Petit Grégoire dans son album À cause d'elles (2011).
- Bachar Mar-Khalifé a repris la berceuse Dors mon gâs ! dans son album Ya Balad (2015).

## Hommages
- Plusieurs villes de Bretagne ont donné son nom à une rue, un square, une place ou une avenue dont Rennes, Dinan, Pont-Aven, Port-Blanc, Saint-Méen, Brest, Guichen, Guipry-Messac, Betton, Pipriac, La Gacilly, Nantes, Loudéac, Couëron, Liffré, Plouay, Le Croisic, Thorigné-Fouillard, Pontivy[21], etc.
- Pierre Lenoir, Monument à Théodore Botrel, 1928, Paimpol[22].
- Louis-Henri Nicot, Monument à Théodore Botrel, Pont Aven.
- Colonne métallique supportant un médaillon de bronze, seul reste des 6 menhirs du Gorsedd de Riec sur Belon organisé par Jean de Saisy de Kérampuil les 14 et 15 août 1927.
- L'école publique de Loyat porte son nom.
- Une rue de Montréal porte son nom[23].